# Firenze Rugby 1931
Maillots
Dernière mise à jour : 5 septembre 2012.
L'Aeroporto Firenze Rugby ou Firenze Rugby 1931 est un club de rugby à XV italien basé à Florence participant à la Série A. Il est fondé en 1931.

## Historique
En 2015, le club fusionne ses catégories séniors (équipes masculine et féminine) et -18 ans avec le Rugby Club I Cavalieri Prato, ce dernier étant en difficulté financière, pour former le Rugby Club I Medicei.